# Хійо
Хійо (яп. 隼鷹) — японський важкий авіаносець часів Другої світової війни типу «Дзюнйо».

## Бойове використання
«Хійо» до кінця літа 1942 року займався підготовкою авіагрупи у Внутрішньому морі. У жовтні прибув до атола Трук, щоб взяти участь битві біля східних Соломонових островів. 20 жовтня через аварію енергоустановки покинув район операції та повернувся до Японії.
10 червня 1943 року був торпедований американським підводним човном «Тріггер». Після тримісячного ремонту займався підготовкою авіагруп до квітня 1944 року.
У ході битви у Філіппінському морі увечері 20 червня 1944 року в корабель влучили 2 торпеди від літаків з авіаносця «Белло Вуд». Внаслідок влучання торпед на «Хійо» сталась серія внутрішніх вибухів. «Хійо» повністю втратив хід і через 2 години після атаки затонув.